# Republika Kruszewska
Republika Kruszewska (bułgarski i macedoński: Крушевска Република) była krótkotrwałym bytem politycznym ogłoszonym w 1903 r. przez rebeliantów z Tajnej Macedońsko-Adrianopolskiej Organizacji Rewolucyjnej (IMRO) w Kruszewie podczas antyosmańskiego powstania ilindeńsko-preobrażeńskiego. Według późniejszej narracji bułgarskiej i macedońskiej była to jedna z pierwszych współczesnych republik na Bałkanach.

## Historia

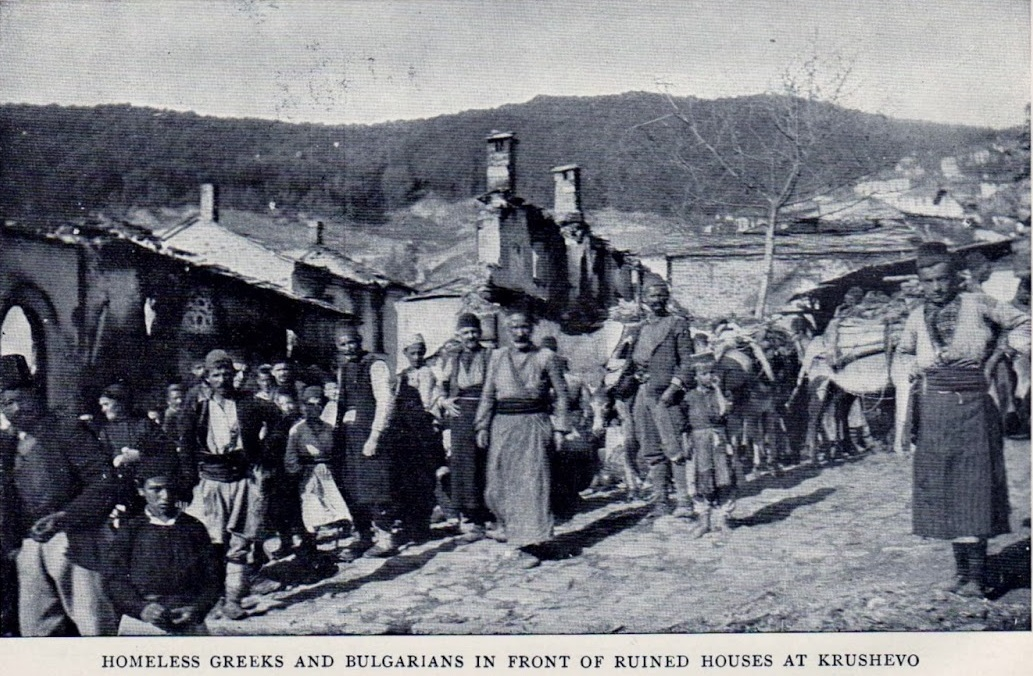
Bezdomni mieszkańcy Kruszewa przed ruinami miasta.

3 sierpnia 1903 r. rebelianci zajęli miasto Kruszewo w Imperium Osmańskim, leżące na terenie dzisiejszej Macedonii Północnej i utworzyli rząd rewolucyjny. Rząd ten istniał tylko przez 10 dni: od 3 do 13 sierpnia, a na jego czele stał Nikoła Karew. Był zdecydowanym lewicowcem, odrzucającym nacjonalizm mniejszości etnicznych. Opowiadał się przeciwko rządom sułtana i wspierał ideę Federacji Bałkańskiej.

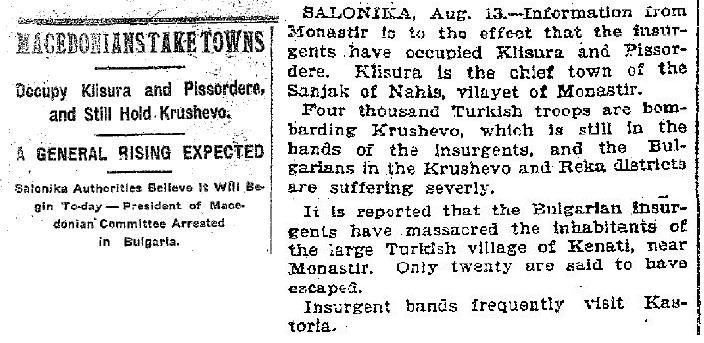
Wydarzenia w Kruszevie widziane przez amerykański New York Times; 14 sierpnia 1903.

Spośród różnych grup etnoreligijnych (milletów) w Kruszewie wybrano Radę Republikańską liczącą 60 członków – 20 przedstawicieli z trzech grup: Macedo-Rumunów, Greckich Patriarchów i Bułgarskich Egzarchistów. Rada wybrała również organ wykonawczy – Rząd Tymczasowy – składający się z sześciu członków (po 2 z każdej wymienionej grupy) którego zadaniem było egzekwowanie prawa i porządku oraz zarządzanie zaopatrzeniem, finansami i opieką medyczną. Przypuszczalny „Manifest z Kruszewa” został opublikowany w pierwszych dniach po proklamacji. Napisany przez Nikołę Kirowa, nakreślił cele powstania, wzywając ludność muzułmańską do połączenia sił z rządem tymczasowym w walce z tyranią osmańską w celu uzyskania wolności i niepodległości. Zarówno Nikoła Kirow, jak i Nikoła Karew byli członkami Bułgarskiej Robotniczej Partii Socjaldemokratycznej, skąd czerpali lewicowe idee.
Jednak pojawił się problem z identyfikacją etniczną. Karew nazwał wszystkich członków lokalnej rady „braćmi Bułgarami ”, podczas gdy powstańcy IMRO używali bułgarskich flag i zabili pięciu Greków, oskarżonych o szpiegostwo na rzecz Imperium Osmańskiego, a następnie napadli na miejscowych Turków i albańskich muzułmanów. Dopóki miasto było kontrolowane przez bułgarskich komitadżi, prawosławna większość była traktowana z nieufnością i terroryzowana. Z wyjątkiem egzarchistycznych Wołochów, którzy byli bułgarofilami, (jako Pitu Guli i jego rodzina), większość członków innych społeczności etnoreligijnych odrzuciła IMRO jako pro-bułgarskie.

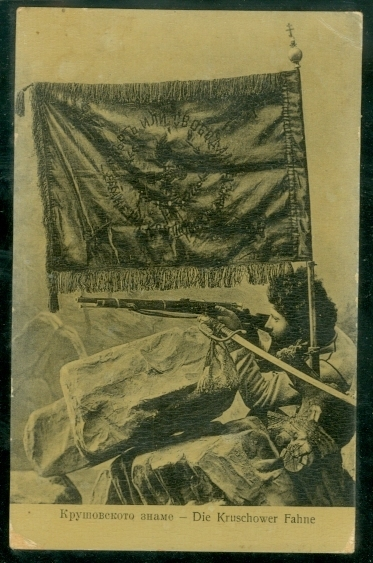
Bułgarska pocztówka przedstawiająca powstańca z flagą republiki

Początkowo zaskoczony powstaniem, rząd osmański podjął nadzwyczajne środki wojskowe, aby je stłumić. Grupa Pitu Guli próbowała bezskutecznie bronić miasta przed wojskami osmańskimi nadchodzącymi z Bitoli, co skończyło się śmiercią obrońców. Po zaciętych bitwach pod Mečkin Kamen, siłom Imperium udało się zniszczyć Republikę Kruszewską, dopuszczając się zbrodni na siłach rebeliantów i miejscowej ludności. W wyniku działań artylerii miasto zostało częściowo podpalone. Po splądrowaniu miasta przez wojska tureckie i albańskich bashi-bazouków, władze osmańskie rozesłały do mieszkańców Kruszewa deklarację do podpisania stwierdzającą, że to bułgarscy komitadici dopuścili się zbrodni i splądrowania miasta. Kilku obywateli podpisało ją pod presją władz.

## Uroczystość
Obchody wydarzeń w Kruszewie rozpoczęły się w czasie I wojny światowej, kiedy obszar, zwany wówczas południową Serbią, został zajęty przez Bułgarię. Naum Tomalevski, który został burmistrzem Kruszewa, zorganizował ogólnonarodowe obchody 15. rocznicy powstania Ilinden. Na miejscu bitwy pod Mečkin Kamen zbudowano pomnik i fontannę. Po wojnie zostały one zniszczone przez władze serbskie, które kontynuowały politykę przymusowej serbizacji. Tradycja obchodzenia tych wydarzeń została przywrócona podczas II wojny światowej, kiedy to ten region został oficjalnie zaanektowany przez Bułgarię pod nazwą Banowina wardarska.

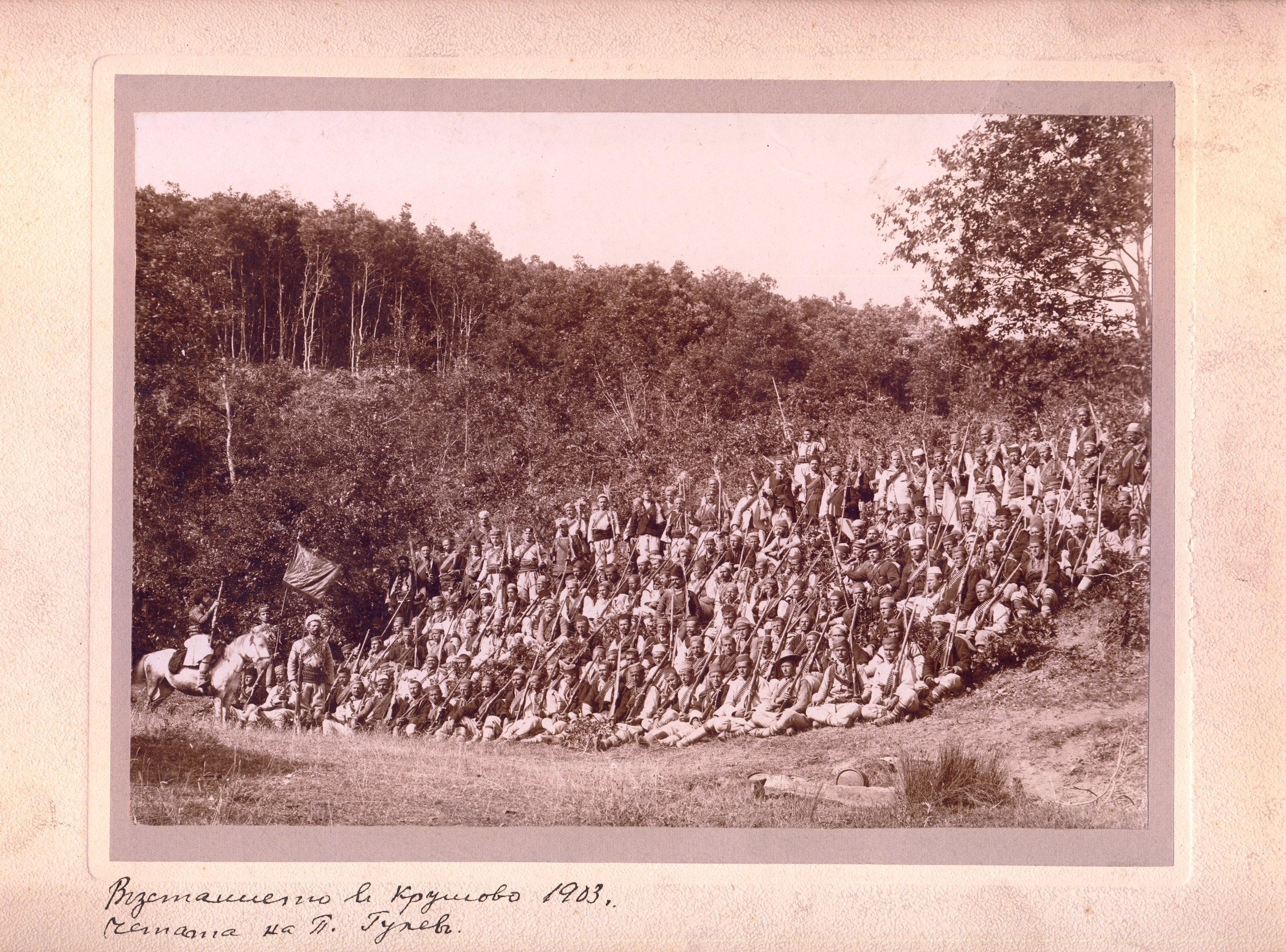
Zdjęcie oddziału Pitu Guli w pobliżu wsi Birino, niedaleko Kruszewa, 1903 r.

Tymczasem nowo zorganizowana projugosłowiańska macedońska partyzantka komunistyczna rozwinęła ideę pewnego rodzaju socjalistycznej ciągłości między ich walką a walką powstańców w Kruszewie. Ponadto wzywali ludność do walki o „wolną Macedonię” i przeciwko „faszystowskim bułgarskim okupantom”. Po wojnie ta narracja była kontynuowana w Socjalistycznej Republice Macedonii, do której włączono również Republikę Kruszewską. Nowe władze komunistyczne skutecznie wymazały pozostałe nastroje pro-bułgarskie. W ramach prób udowodnienia ciągłości nowego narodu macedońskiego i byłych powstańców, twierdzili, że działacze IMRO identyfikowali się jako Macedończycy. Powstanie tego krótkotrwałego państwa jest dziś postrzegane w Macedonii Północnej jako preludium do niepodległości współczesnego państwa macedońskiego.

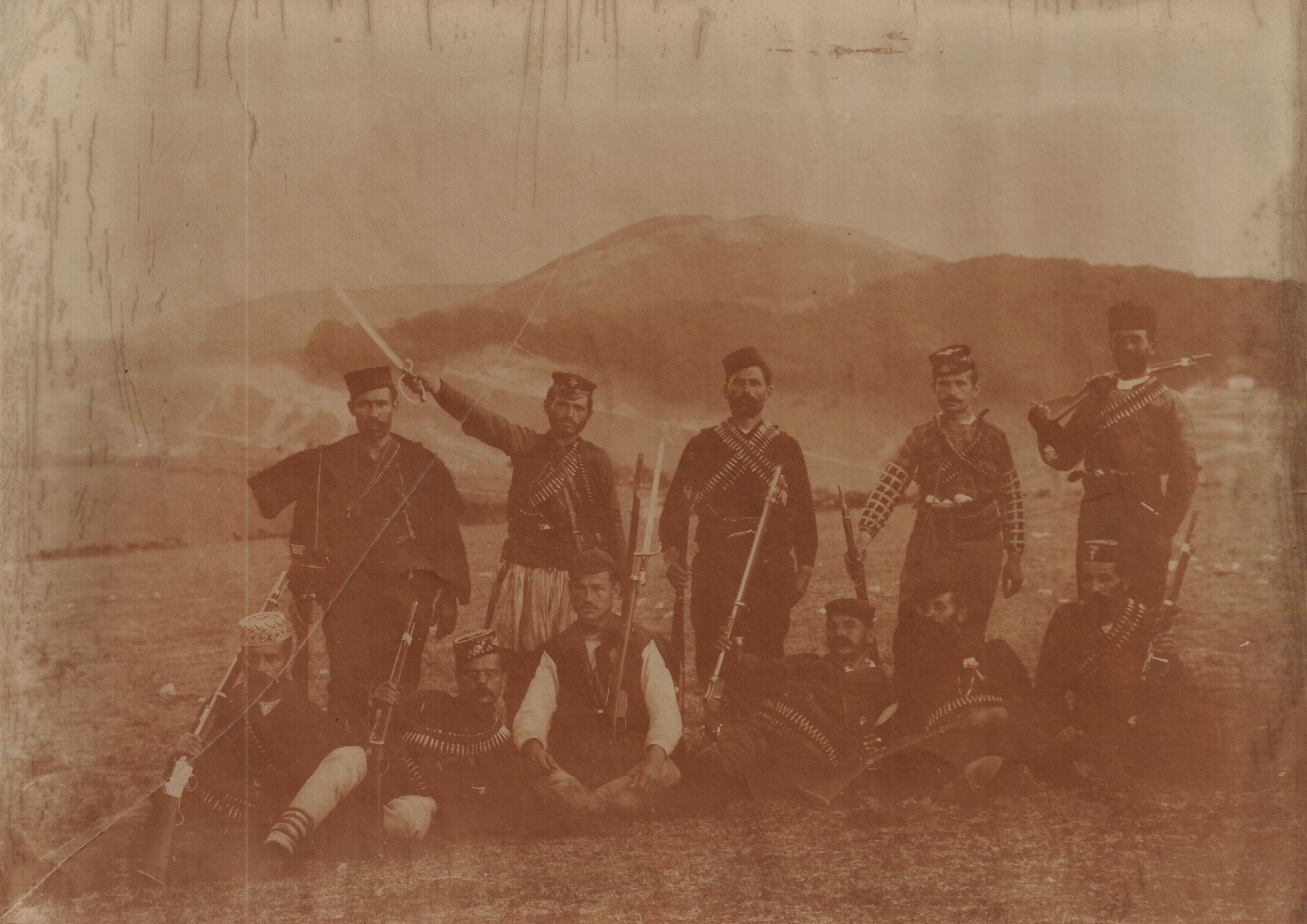
Wojewodowie IMRO z Kruszewa w sierpniu 1903 r

Muzeum Powstania Ilinden zostało założone w 1953 roku w 50. rocznicę powstania Republiki Krusewskiej. Znajdował się w pustym domu Tomalevskich, w którym proklamowano Republikę, choć rodzina już dawno wyemigrowała do Bułgarii. W 1974 roku na wzgórzu nad Kruszewem zbudowano ogromny pomnik, który był wyczynem rewolucjonistów i ASNOM-u. W okolicy znajduje się kolejny pomnik zwany Mečkin Kamen.

## Współczesność

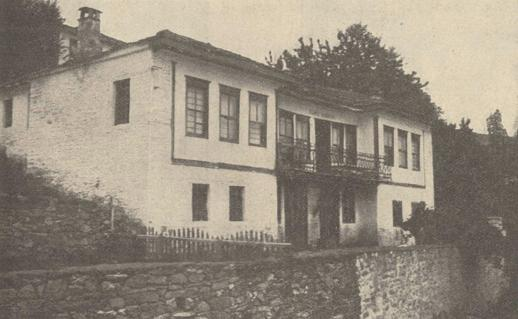
Dom rodzinny Tomalewskich, w którym proklamowano republikę. Dziś muzeum.

Pisma Nikoli Kirowa, które są jednymi z najbardziej znanych pierwotnych źródeł buntu, wspominają o Bułgarach, Wołochach i Grekach, którzy brali udział w wydarzeniach w Kruszewie. Historycy komunistyczni po II wojnie światowej sprzeciwiali się uznaniu przez Kirowa słowiańskiej populacji Kruszewa za Bułgarów Jednak w okresie konfliktu Jugosławii z ZSRR (1948–1955) nazwisko przywódcy powstańców, Nikoły Karewa, zostało usunięte z hymnu Macedonii ponieważ on i jego bracia byli podejrzewani o elementy pro-bułgarskie. Niektórzy współcześni macedońscy historycy, tacy jak Blaže Ristovski, uznali, że Republika Kruszewska będąca obecnie symbolem macedońskiej państwowości, składała się z ludzi, którzy określali się jako „Grecy”, „Wołosi” i „Bułgarzy”. Na początku XX wieku Kruszewo było zamieszkane przez ludność słowiańską, Aromanów i prawosławnych Albańczyków a mieszkańcy miasta byli etnoreligijnie podzieleni między różne osmańskie millety, z greckimi zwolennikami patriarchatu Konstantynopola będącymi największą społecznością, następnie bułgarscy egzarchiści i Wołosi. Według danych statystycznych etnografa Wasila Kanczowa, opartych na pokrewieństwie językowym, w tym czasie w mieście mieszkało : 4 950 Bułgarów, 4 000 Wołochów (Aromanów) i 400 prawosławnych Albańczyków. Kiedy antropolog Keith Brown odwiedził Kruszewo w latach 90., zauważył, że w ramach lokalnego dialektu arumuńskiego nie da się odróżnić wariantu macedońskiego od bułgarskiego i używa określenia Vrgari, czyli „Bułgarzy”, dla obu grup etnicznych. To jednak nie podoba się młodszemu pokoleniu Macedończyków w mieście, ze względu na pejoratywną konotację określenia "Bułgar" z czasów jugosłowiańskich.

## Galeria

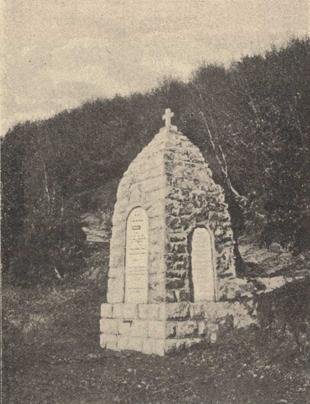
Pomnik bitwy pod Mečkin Kamen zbudowany przez bułgarskie władze podczas I wojny światowej.
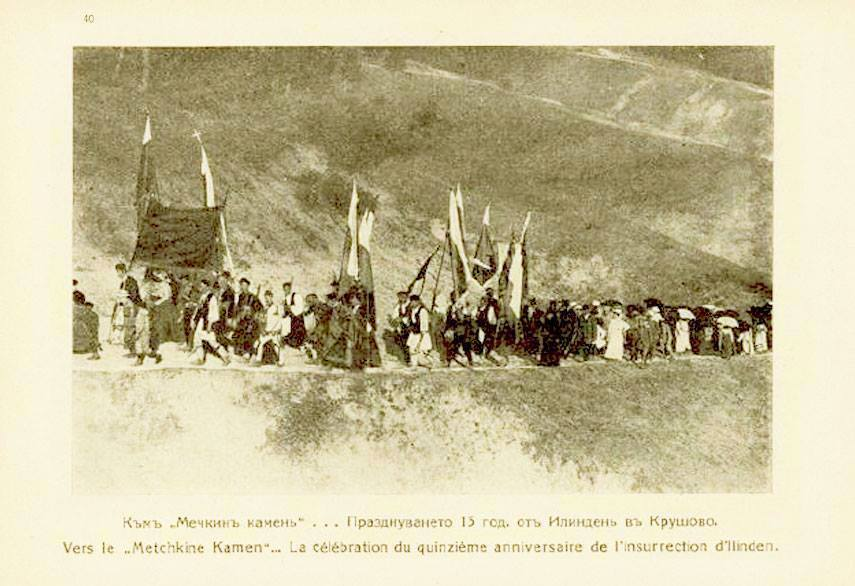
Obchody 15. rocznicy wydarzeń w Kruszewie w 1918 roku podczas bułgarskiej okupacji.
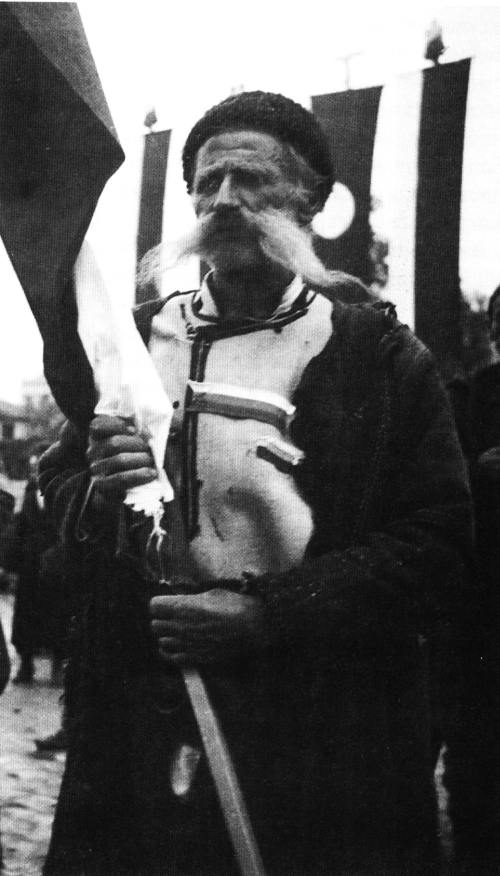
Stary komitadżi, świętujący powstanie Ilinden w Kruszewie w 1943 roku, podczas zaboru bułgarskiego.
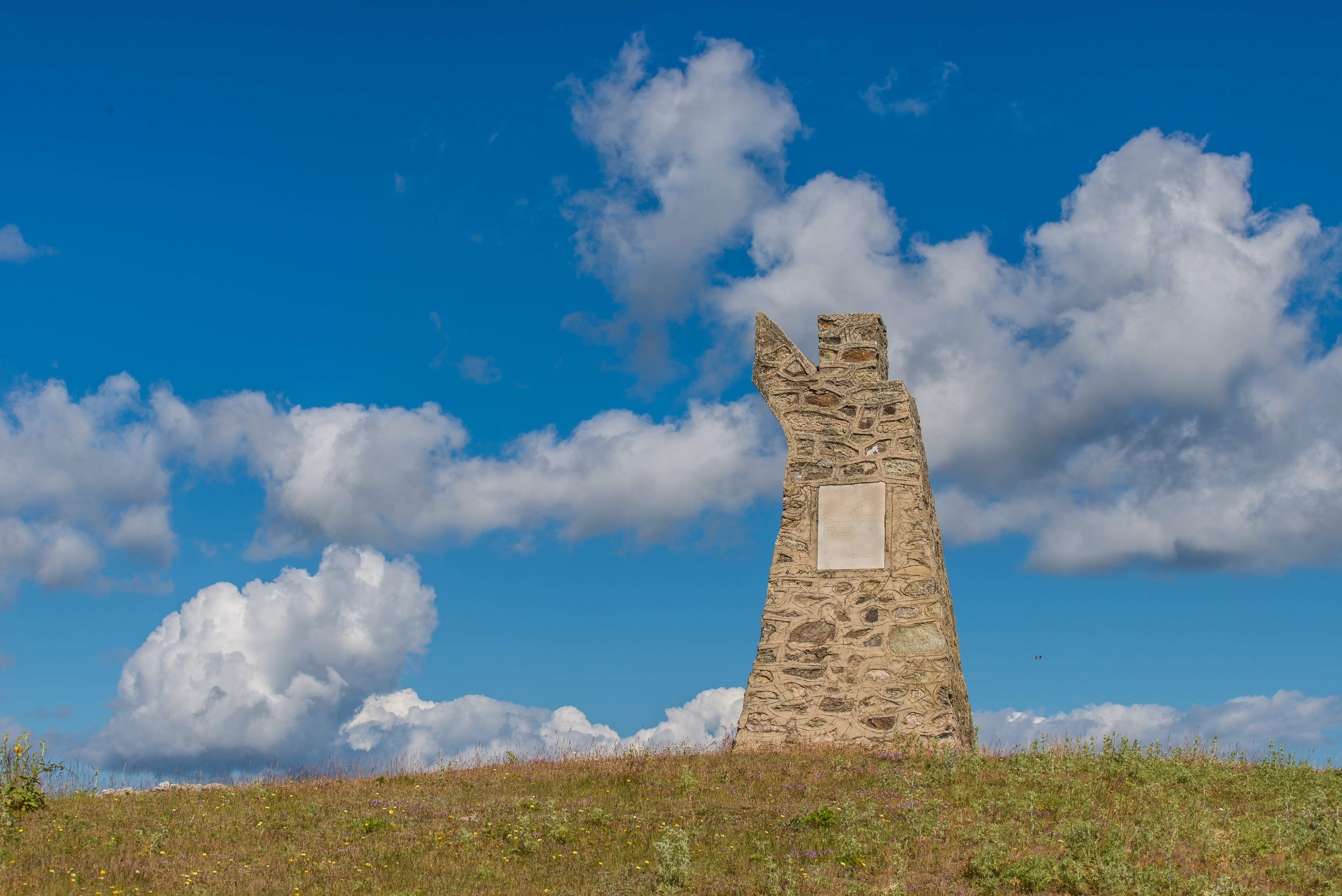
Pomnik bitwy pod Śliwą, niedaleko Kruszewa.
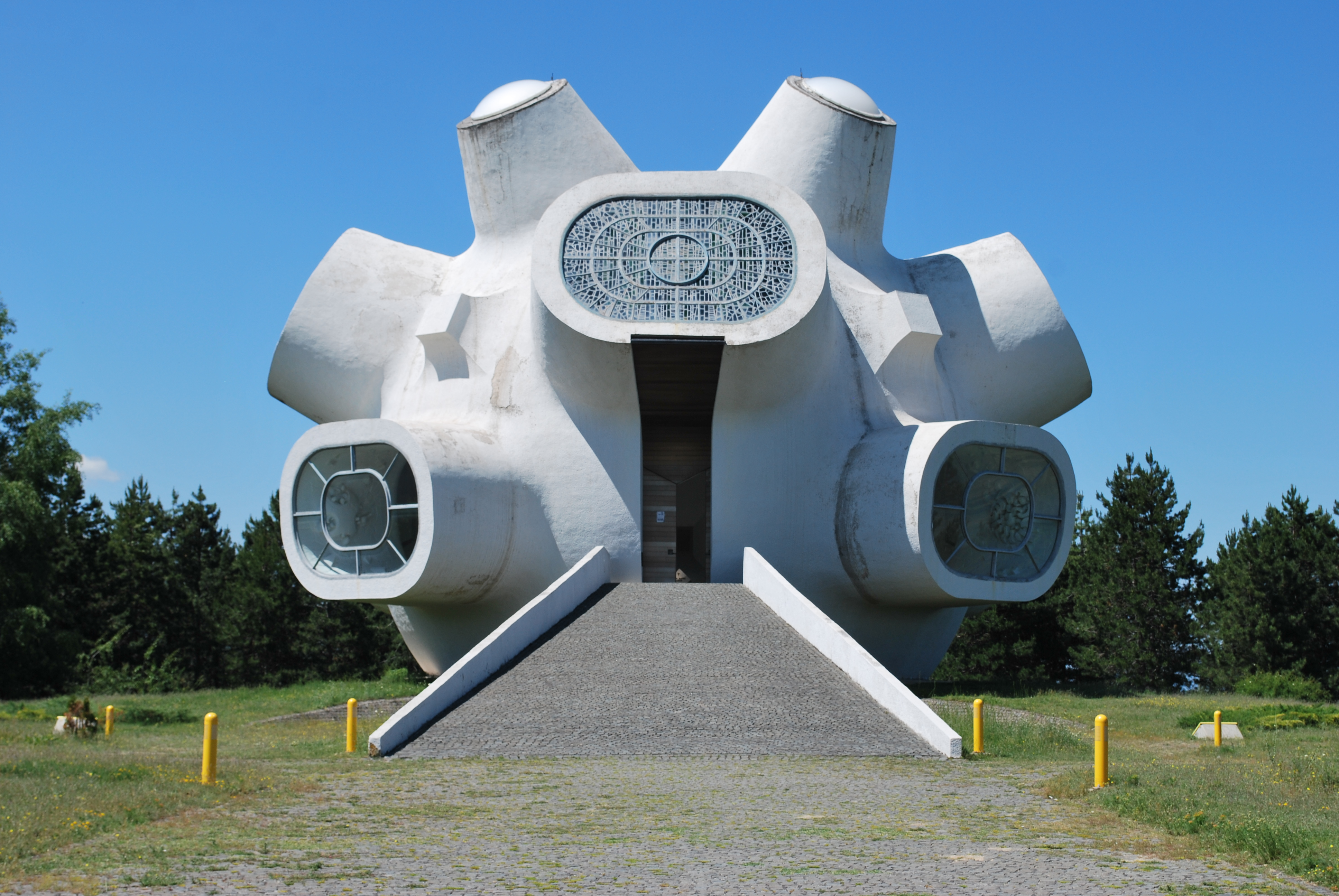
Ilinden (pomnik) zbudowany przez władze Jugosławii w 1974 roku.
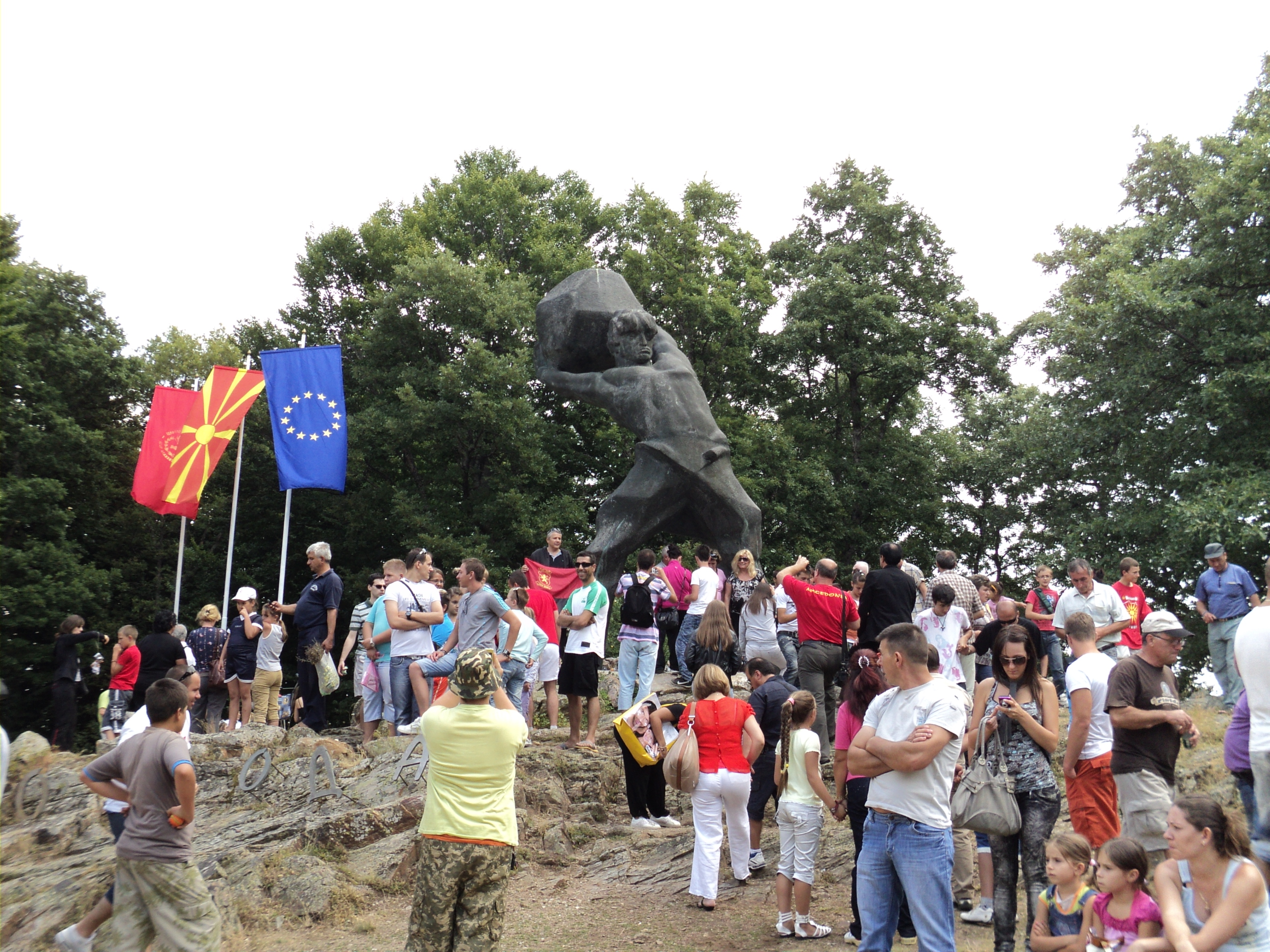
Obchody Ilinden 2 sierpnia 2011 r., Mečkin Kamen, Republika Macedonii (dziś Macedonia Północna).